# Iaitō
Lo iaitō (居合刀?) è un'imitazione della katana ed è utilizzato per la pratica dello iaidō, un'arte marziale giapponese. Il termine iaitō viene a volte utilizzato per indicare anche un mogitō (模擬刀?), che letteralmente significa "finto" o "imitazione di spada". Una reale spada giapponese è spesso chiamata shinken.

## Materiali e processo produttivo

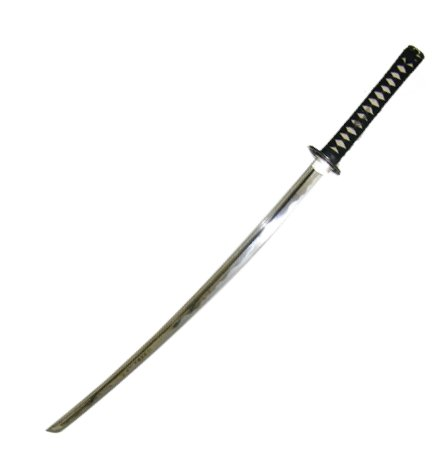
Un esemplare di iaitō

La maggior parte degli iaitō sono fatti con una lega di alluminio-zinco che spesso è meno costosa dell'acciaio. L'utilizzo di leghe e lame non affilate, soddisfa anche l'obbligo giuridico giapponese in merito alla limitazione della produzione di spade fatte in materiali ferrosi. In quanto tali, gli iaitō sono considerate come armi per l'allenamento e non sono adatte per il contatto. Le migliori lame sono fedeli riproduzioni di spade reali, fino ad avere lo stesso peso, forma e con finiture di alta qualità. Iaitō può anche avere un finto hamon (lama costituita da acciaio temperato).
Alcune imitazioni di spade giapponesi sono prodotte in Paesi diversi dal Giappone. Esse possono anche essere fatte con acciaio ripiegato, secondo un procedimento molto simile alla vera katana, ma hanno una lama non affilata. In Giappone, tali armi sono soggette alle stesse restrizioni delle vere spade, nihonto or shinken,  e, sempre in Giappone, non vengono chiamate iaitō.
Molti produttori di spade tradizionali che operano in Seki, Prefettura Gifu, producono anche iaitō.
In Giappone, alcuni dojo raccomandano che per la pratica dell'iaidō vengano utilizzate solo lame in lega finché il livello del praticante non sia tale da considerare sicuro l'uso di lame affilate, nihonto o shinken. Alcune scuole tradizionali di iaidō (koryū) possono richiedere ad uno studente di iniziare con un shinken, allo stesso modo, alcuni dojo moderni proibiscono categoricamente l'uso di shinken.
Le caratteristiche dello iaitō quali lunghezza, peso e bilanciamento, risultano fondamentali per una corretta e sicura pratica delle forme dello iaidō (kata). A causa delle ripetizioni presenti nella pratica dello iaidō, gli iaitō sono spesso costruiti con un punto di bilanciamento della lama più lontano dal punto di taglio (kissaki) e più vicino alla guardia (tsuba) rispetto alle altre lame.